# Lacrymosa
«Lacrymosa» (en latín: Día de Lágrimas) es la séptima canción del álbum The Open Door de la banda Evanescence. Esta canción incorpora el réquiem de Mozart, Lacrimosa.

## Significado de la canción
La canción Lacrymosa, hace referencia a la canción Lacrimosa, una pieza clásica musical de Mozart. Lacrimosa de Mozart habla sobre el juicio final para el hombre culpable que ha resucitado del polvo (“…pues polvo eres, y al polvo volverás.” Génesis 3.19 Reina-Valera 1960™) …Pues perdónalo, oh Dios, Señor de Piedad Jesús, concédeles la paz, amén. Por lo cual la canción de Evanescence aborda también el juicio final, pero sobre un hombre que está en el lamento, o mejor dicho en el infierno. La letra trata sobre Amy hablando que la culpe a ella (para que no sufra el eterno castigo del infierno), después Amy habla respecto a que no hay vuelta hacia atrás sobre el eterno castigo.

## Contenido musical
Lacrymosa fue originalmente escrita para la película The Chronicles of Narnia: The Lion, the Witch and the Wardrobe, pero no fue incluida por el director. Sin embargo, los productores de la película luego afirmaron que nunca le pidieron ni a Amy Lee ni a Evanescence que compusieran música para Narnia.
Una orquesta de 22 piezas dirigida por Dave Campbell (con quien Evanescence ya había trabajado para su presentación en los Billbord Music Awards 2004), junto con The Millennium Choir, conforman las voces de fondo para la voz de Lee en la canción.
Lacrymosa también es el nombre científico de una especie de polilla, catocala lacrymosa, la cual aparece en la portada del libreto de The Open Door y del sencillo Sweet Sacrifice.

## Apariciones
- Un clip de 30 segundos de la canción junto con el tráiler para The Open Door estuvo disponible en la página music.aol.com para Evanescence.
- El demo “Anything for You” también presenta parte de Lacrimosa.
- Lacrymosa aparece como el contexto para los clips promocionales para la serie The Tudors.
- Aparece en un tributo a Delia York, hija de Damien Thorn en YouTube.
- Es una de las canciones que se escuchan durante la obra teatral “El Juicio de Lady MacBeth”, presentada en noviembre de 2009 en la Ciudad de Buenos Aires y en el Partido de San Isidro en abril de 2010.
- En BioShock Infinite al entrar en la sala del monumento a la primera dama se puede escuchar la música de fondo de Lacrymosa